# Överjärna landskommun
Överjärna landskommun var en tidigare kommun i Stockholms län.

## Administrativ historik
Den 1 januari 1863, när kommunalförordningarna började tillämpas  inrättades i Överjärna socken i Öknebo härad i Södermanland denna kommun. 
Den 8 september 1911 inrättades Järna municipalsamhälle inom kommunen. Municipalsamhället upplöstes vid utgången av år 1955.
1952 genomfördes den första av 1900-talets två genomgripande kommunreformer i Sverige. Landskommunen blev då en del av den nya  "storkommunen"  Järna som 1971 uppgick i Södertälje kommun.

## Politik

### Mandatfördelning i Överjärna landskommun 1938-1946
| 10 | 2 | 2 | 2 | 4 |

| 19 |

| 11 | 3 | 3 | 3 |

| 16 | 4 |

| 1 | 10 | 2 | 3 | 4 |

| 18 |